# Envion
Die Envion AG (Eigenschreibweise envion AG) war ein 2017 gegründetes Unternehmen mit Sitz im Schweizer Kanton Zug, das mit selbstgebauten, mobilen Mining Rigs („Mobile Mining Units“) Kryptowährungen wie Bitcoin und Ether gewinnen („minen“) wollte. Die Mining Rigs sollten in Standard-Container montiert werden, um sie direkt neben Anlagen zur Erzeugung erneuerbarer Energie zu betreiben, deren Spitzenerzeugung sonst nicht genutzt würde. Dazu wurde bis Januar 2018 mittels eines Initial Coin Offering (ICO) 100 Mio. Dollar eingesammelt. Im Laufe des Jahres 2018 zerstritten sich Gründer und Geschäftsführer, der Geschäftsbetrieb wurde nie wirklich aufgenommen. Zudem sank der Kurs von Kryptowährungen stark. Im Dezember 2018 ging die AG per Gerichtsbeschluss in Liquidation.

## Geschichte

### Gründung und Struktur
Die Geschäftsidee von Envion wurde von Michael Luckow und einem Team Anfang 2017 in Berlin entwickelt. Luckow hatte an der TU Berlin studiert und noch als Student sein erstes Start-up verkauft. Luckow wurde Ende 2017 zum Geschäftsführer der Berliner Trado GmbH ernannt, die auch operativ für Envion tätig war.
Luckow und seine Partner suchten einen glaubwürdigen Geschäftsführer für ihr Unternehmen und fanden dafür Matthias Wöstmann (nach eigener Schreibung auch Woestmann), ehemals Journalist, nach eigenen Angaben Auslandskorrespondent der ARD bis 1997. Wöstmann hatte angeblich ein Vermögen mit Anteilen des Solarmodulherstellers Solon verdient, bevor Solon in die Insolvenz ging. Nach einem Intermezzo als erfolgloser Filmrechte-Vermarkter gründete Wöstmann die Quadrat Capital GmbH mit Sitz in Berlin, eine Vermögensverwaltung mit Fokus auf die Energiewirtschaft.
Die Envion AG wurde im Oktober 2017 im Kanton Zug errichtet, der Geschäftszweck lautete „Erbringung von Infrastrukturdienstleistungen für Kryptowährungen und Blockchain-Anwendungen sowie Entwicklung von Software zum globalen Betrieb von Datenzentren“. Zug galt als besonders freundlich gegenüber Fintech und Kryptowährungen und wurde als „Crypto Valley“ beworben. Praktisch handelte es sich bei der Envion AG um wenig mehr als eine „rechtliche Hülle“, die eigentliche Geschäftsführung und Organisation wie auch der technische Betrieb des ICO befanden sich weiter bei Trado in Berlin. Ursprünglich hielten Michael Luckow und sein Berliner Team 81 % der Anteile an der Schweizer AG, 19 % gingen an Wöstmann. Treuhänderisch hielt Wöstmann jedoch auch die Anteile der Gründer um Luckow an der AG.
Ende November 2017 wurde in Berlin der Prototyp eines mobile Mining-Containers den Medien vorgestellt.

### Initial Coin Offering (ICO)
Als Berater wurden von Envion am 27. November 2017 der ehemalige CDU-Politiker Friedbert Pflüger, der Manager Thorsten Grenz sowie der Wirtschaftswissenschaftler Philipp Sandner genannt.
Das Initial Coin Offering für die Finanzierung der Entwicklung und des Baus der Mobile Minig Units (MMUs) begann Mitte Dezember 2017. Offeriert wurden eigene Token (EVN), die gegen Zahlung von Bitcoin, Ether oder Dollar ausgegeben wurden. Per Mitte Januar 2018 brachte der ICO nach Angaben des Unternehmens 100 Mio. USD ein.
Dies war zum damaligen Zeitpunkt einer der zehn größten ICOs, gleichzeitig der größte deutsche ICO.

### Zerwürfnis und Liquidation
Ende Januar 2018 führte Wöstmann ohne Absprache mit Luckow eine Kapitalerhöhung der Envion AG von 150.000 auf 390.000 CHF durch. Die neuentstandenen Aktien verkaufte Wöstmann an seine Freunde, die Anwälte Thomas van Aubel, Jutta von Falkenhausen und den ehemaligen Investitions- und Beteiligungsgesellschaft-Manager Dinnies Johnannes von der Osten, welche diese mittels ihrer Vermögensverwaltungsgesellschaft Sycamore GmbH zum Nennwert von 240.000 CHF erwarb. Dadurch waren nun 61 % der AG in der Hand von Aubel, Osten und Falkenhausen. Der Anteil der Gründer um Luckow schmolz von 81 % auf 31 % ab. Die Sycamore GmbH wurde zudem im Laufe des IBG-Skandals genutzt um verdeckt Anteile an Probiodrug und Acktar zu halten. Das Europäische Amt für Betrugsbekämpfung beklagt bei der IBG, deren Rechtsberater Aubel war, Unregelmäßigkeiten und Betrugsverdacht sowie erhebliche Mängel bei den Kontrollverpflichtungen der nationalen Behörden und bestätigte schwerwiegende Mängel im Privatisierungsprozess des Risikokapitalfonds.
Im Juni 2018 wurde vor dem Landgericht Berlin ein Rechtsstreit zwischen der Trado GmbH (Michael Luckow) und der Quadrat Capital GmbH (Matthias Wöstmann) verhandelt, bei dem es um diese Kapitalerhöhung der Envion AG ging. Wöstmann wiederum warf Luckow vor, dass bei der Trado GmbH im Zuge des ICO „Mehrtoken“ von bis zu 40 Mio. Stück erzeugt worden seien. Im Ergebnis erging eine einstweilige Verfügung, die es Wöstmann und van Aubel verbot, Anteile der Envion AG zu verkaufen.
Im Juli 2018 eröffnete die Schweizer Finanzmarktaufsicht FINMA ein Enforcementverfahren gegen die Envion AG. Gegenstand des Verfahrens waren mögliche Verletzungen des Bankenrechts. Die Entgegennahme von Publikumseinlagen beim Envion-ICO habe eine anleiheähnliche Form, und die dazu gehörigen Pflichten seien möglicherweise nicht eingehalten worden. Zeitgleich setzte die FINMA die GHR Rechtsanwälte AG, Zürich, als Untersuchungsbeauftragte ein. Wöstmann und dem Verwaltungsratsmitglied Gurov wurde untersagt, ohne Zustimmung der Untersuchungsbeauftragten weitere Rechtshandlungen im Namen der AG vorzunehmen.
Im August 2018 reichte eine Berliner Anwaltskanzlei beim Berliner Landgericht eine Sammelklage auf Schadensersatz wegen Prospektbetrug gegen die Envion AG ein.
Im November 2018 entschied das Kantonsgericht Zug, die Envion AG aufzulösen. Formeller Grund für den Liquidationsbeschluss war ein Organisationsmangel. Die Envion AG hatte keine Revisionsstelle, da PricewaterhouseCoopers im Mai 2018 als Wirtschaftsprüfer zurückgetreten war. Da keine Rechtsmittel gegen den Liquidationsbeschluss eingelegt wurden, wurde der Entscheid am 7. Dezember 2018 rechtskräftig. Für die Abwicklung des Konkursverfahrens bestimmte das Konkursamt Zug die Anwaltskanzlei Wenger Plattner Rechtsanwälte. Es soll weltweit etwa 30.000 geschädigte Investoren geben.

### Zweifelhaftes Gutachten der Blockchain Intelligence Group
Als Grund für die Kapitalerhöhung im Januar gibt Wöstmann einen Betrugsverdacht Ende Februar an. Die angebliche Schuld der Gründer soll ein Gutachten der Blockchain Intelligence Group (BIG) beweisen. Dass dies auch der Inhalt des BIG-Reports ist, wird von der Süddeutschen Zeitung und dem Handelsblatt übernommen. In einem Blogeintrag vom 8. Juni 2018 distanziert sich BIG deutlich von den Inhaltsangaben seitens Wöstmann, so beinhalte das Gutachten weder ein Urteil, Spekulationen was passiert ist, wer etwas getan haben soll oder Beschuldigungen von Personengruppen und Individuen. Im Zuge des IBG-Skandals wurde ein unter Verschluss gehaltenes Gutachten seitens van Aubel und von der Osten genutzt um die Fördermitteleinstellung der ACGT zu begründen.

„Aus dem BIG-Report: Die Administratoren des ICO "missbrauchten die Funktion deliverTokens(...), indem sie 77,2 Mio. Token kreierten."“